# 孙树门
孙树门（1920年—），男，浙江绍兴人，中国高分子化学家，曾任中国科学院化学研究所研究员。全国先进工作者。